# Python之禅
Python之禅最早由 Tim Peters在Python邮件列表中发表，它包含了影响Python编程语言设计的19条软件编写原则。在最初及后来的一些版本中，一共包含20条，其中第20条是「这一条留空（...）请 Guido 来填写」。这留空的一条从未公布也可能并不存在。这些文本属于公共领域。
Python之禅作为一个信息条款被录入Python增强建议（PEP）的第20条，在Python语言的官方网站也能找到。它还作为复活节彩蛋被包含在Python解释器中。如果输入 import this 就会在Python的编程环境IDLE中显示。

## Python之禅的内容
优美优于丑陋，
明瞭优于隐晦；
简单优于复杂，
复杂优于繁雜，
扁平优于嵌套，
稀疏优于稠密，
可读性很重要！
特例亦不可违背原则，
即使实用比纯粹更优。
错误绝不能悄悄忽略，
除非它明确需要如此。
面对不确定性，
拒绝妄加猜测。
任何问题应有一种，
且最好只有一种，
显而易见的解决方法。
尽管这方法一开始并非如此直观，
除非你是荷兰人。
做优于不做，
然而不假思索还不如不做。
很难解释的，必然是坏方法。
很好解释的，可能是好方法。
命名空间是个绝妙的主意，
我们应好好利用它。